# HD 30454
HD 30454，又名BD+31 816，SAO 57441、HR 1529，是一颗恒星，视星等为5.58，位于銀經170.91，銀緯-8.52，其B1900.0坐标为赤經4h 42m 48.1s，赤緯+31° -8.52′ 49″。